# Dark Days in Paradise
| 전문가 평가 | 전문가 평가 |
| 평가 점수   | 평가 점수   |
| 출처        | 점수        |
| ----------- | ----------- |
| AllMusic    | [ 2 ]       |

《Dark Days in Paradise》는 북아일랜드의 기타리스트 게리 무어의 열한 번째 솔로 스튜디오 음반이다. 그의 이전 음반 《Still Got the Blues》와 매우 비슷하게, 《Dark Days in Paradise》는 무어에게 음악적 방향의 급격한 변화를 나타내었고, 더 현대적인 사운드를 선호하기 위해 그의 이전 음반의 일렉트릭 블루스 스타일을 피했다.
이 음반은 영국 음반 차트에서 43위로 정점을 찍은 반면 미국에서는 어떤 음악 목록에도 데뷔하지 않았으며, 1983년 《Victims of the Future》 이후 미국 차트에 오르지 않은 첫 번째 음반이다. 이를 홍보하기 위해 영국 싱글 차트 79위에 오른 〈One Good Reason〉과 같은 순위 43위에 오른 〈I Have Found My Love in You〉 등 3가지 테마를 단순하게 공개했다.

## 배경
무어는 《Still Got the Blues》 (1990년) 이후 블루스 색이 강한 작품을 계속 내놓았지만 본작 및 차기작 《A Different Beat》 (1999년)에서는 음악성을 바꿔 2001년 음반 《Back to the Blues》로 다시 블루스 노선으로 되돌아가는 결과를 낳았다. 당시 무어는 드럼 앤 베이스에 경도돼 있었고 《Dark Days in Paradise》와 《A Different Beat》에서 드럼을 맡았던 게리 허즈번드는 후년에 결과적으로 균형이 맞지 않는 음반이 돼버린 것 같다. 드럼 기반 청취자는 기타를 듣는 것을 원하지 않았고 게리의 팬들은 기술에 관심이 없었다고 회고했다.

## 곡 목록
모든 곡들은 게리 무어에 의해 작사/작곡하였다.
| #   | 제목                            | 재생 시간 |
| --- | ------------------------------- | --------- |
| 1.  | 〈One Good Reason〉             | 3:02      |
| 2.  | 〈Cold Wind Blows〉             | 5:26      |
| 3.  | 〈I Have Found My Love in You〉 | 4:53      |
| 4.  | 〈One Fine Day〉                | 4:58      |
| 5.  | 〈Like Angels〉                 | 7:32      |
| 6.  | 〈What Are We Here For?〉       | 5:44      |
| 7.  | 〈Always There For You〉        | 4:33      |
| 8.  | 〈Afraid of Tomorrow〉          | 6:42      |
| 9.  | 〈Where Did We Go Wrong?〉      | 6:36      |
| 10. | 〈Business as Usual〉           | 18:02     |

| #   | 제목                      | 재생 시간 |
| --- | ------------------------- | --------- |
| 10. | 〈Business as Usual〉     | 13:36     |
| 11. | 〈Dark Days In Paradise〉 | 3:33      |
| 12. | 〈Burning In Our Hearts〉 | 6:03      |
| 13. | 〈There Must Be a Way〉   | 4:05      |